# Église de l'Ascension de Čačak
Pour les articles homonymes, voir Église de l'Ascension.
L'église de l'Ascension de Čačak (en serbe cyrillique : Црква Вазнесења Господњег у Чачку ; en serbe latin : Crkva Vaznesenja Gospodnjeg u Čačku) est une église orthodoxe serbe située à Čačak et dans le district de Moravica, en Serbie. Elle est inscrite sur la liste des monuments culturels de grande importance de la république de Serbie (identifiant no SK 535),,,.

## Présentation
L'église actuelle, située dans le centre de Čačak, a été construite entre 1180 et 1190, sur les ruines d'une ancienne église dédiée à la Mère de Dieu ; elle est une fondation du župan Stracimir, le frère de Stefan Nemanja. Au moment de l'occupation turque, entre 1459 et 1814, elle a par trois fois été transformée en mosquée ; elle a par la suite subi de nombreuses modifications, notamment entre 1926 et 1929 avec l'architecte Petar Popović, un représentant du style serbo-byzantin.
L'église, qui mesure 29,75 m de long, est constituée d'une nef unique précédée d'un narthex et prolongée par une abside à trois pans ; en son centre, elle dominée par une coupole haute d'environ 12 m et reposant sur des trompes. La façade occidentale est, quant à elle, dominée par deux hautes tours ; les façades sont verticalement rythmées des arcatures et par de longues ouvertures cintrées.
L'iconostase, monumentale, a été peinte par Živko Pavlović, connu sous le surnom de « peintre de Požarevac », et a été réalisée lors de la reconstruction de l'église entre 1834 et 1846, à l'époque de l'évêque Nikifor Maksimović.

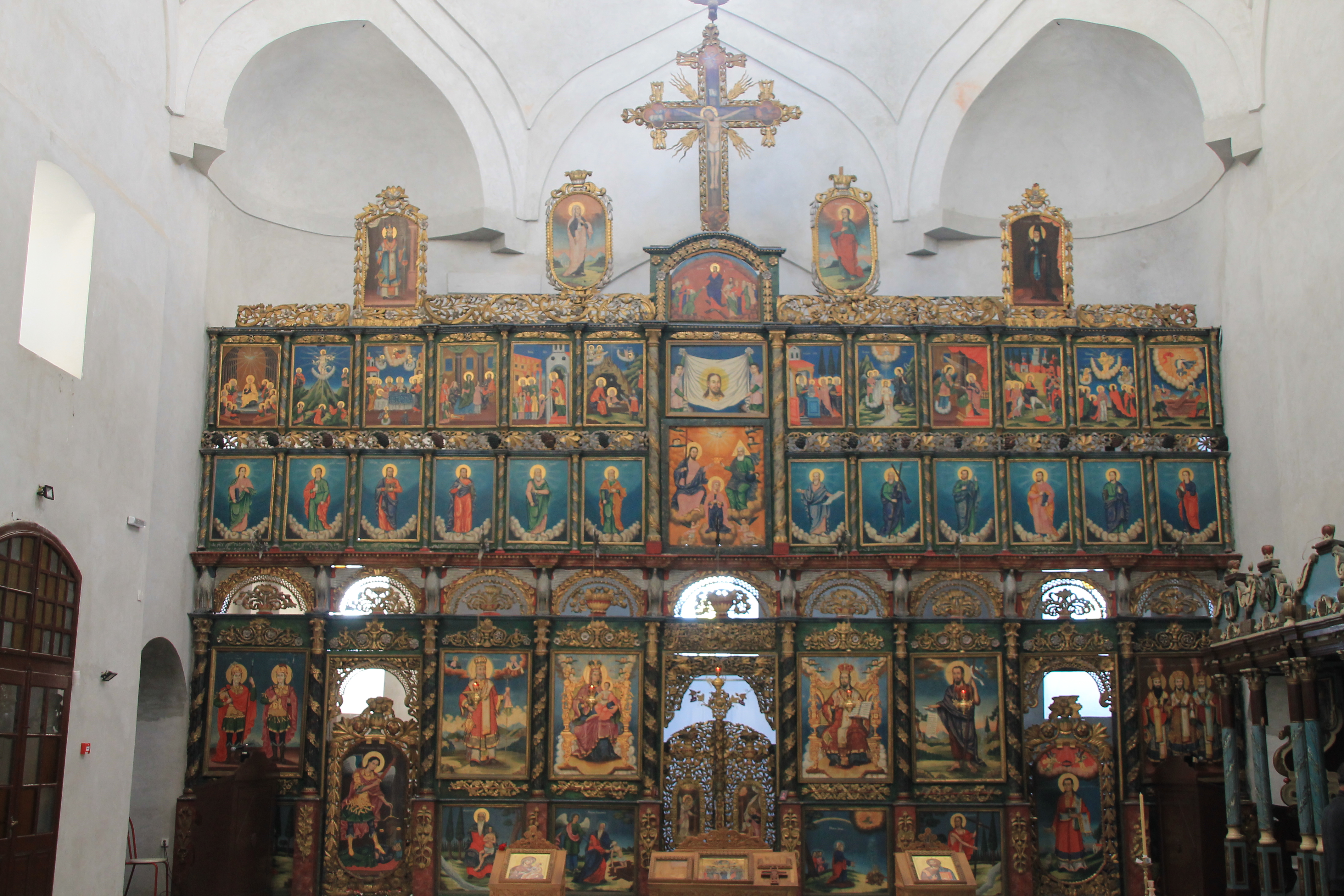
L'iconostase de l'église.

Dans le trésor de l'église se trouvent plusieurs manuscrits, dont le plus connu est l'Évangile de Čačak ; il abrite une collection d'icônes, dont une représentation de la Mère de Dieu Odigitria avec le Christ, œuvre d'un peintre inconnu du XVIe siècle.